# Constantiaberg
Constantiaberg es una montaña que forma parte de la cadena en la península del Cabo en parque nacional Montaña de la Mesa, Ciudad del Cabo, Sudáfrica. Se sitúa a aproximadamente 7 km al sur de la Montaña de la Mesa, al lado sur de Constantia Nek. La montaña mide 927 m de alto y fue escalada por primera vez en tiempos prehistóricos por los bosquimanos. No se sabe quién ascendió el pico en la época moderna.
Constantiaberg, el Pico del Diablo y la Montaña de la Mesa son las más altas montañas en la cadena que se extiende desde la Montaña de la Mesa por todo el camino a Cape Point. La cadena, compuesta de Areniscas del Grupo de la Montaña de la Mesa, domina los suburbios sureños de la ciudad en el límite de las Planicies del cabo. 
Las cuestas bajas del este de Constantiaberg están cubiertas por plantaciones de  pino marítimo y eucaliptos, y están entrecruzados con pistas de excursión y caminos de grava que son usados para cosechar los árboles. El bosque es popular para caminar, correr y  ciclismo de montaña.  
Las cuestas del oeste de la montaña dominan el magnífico paisaje de Hout Bay.
Un camino alquitranado lleva a la cima de Constantiaberg, donde está situado un importante poste de VHF 34°03′17.78″S 18°23′10.77″E / -34.0549389, 18.3863250. La torre mide aproximadamente 100 m de alto y es visible por quizás 80 kilómetros en cualquier dirección. Se construyó en los 1960s y es usada para transmitir señales para muchos canales locales de televisión y radio, y también para apoyar a las cadenas de telefonía celular. Existe una instalación de radar con fines climáticos en la cima. 

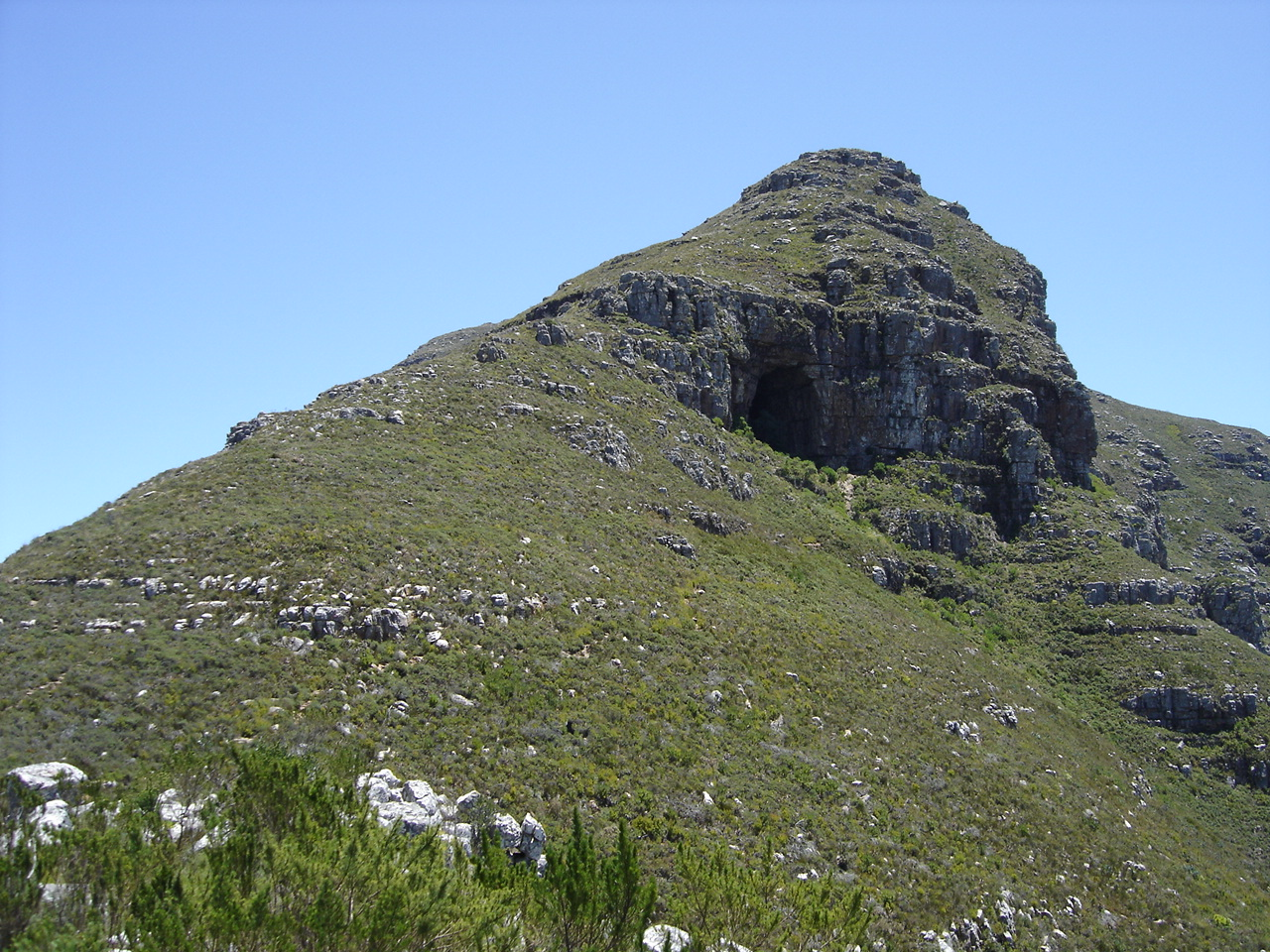
La Cueva del Ojo del Elefante (Elephant's Eye Cave), como se ve desde la estación de vigilancia de incendios.

Constantiaberg es hogar de una variedad de especies de plantas y aves. La montaña está cubierta principalmente por fynbos, un bioma botánico nativo de la provincia Occidental del Cabo. 
La Cueva del Ojo del Elefante, un popular destino de excursión, es la característica más grande después de la torre. Éste es visible cerca del extremo sur de la montaña cuando se ve desde los Planicies del Cabo. El Ojo del Elefante se llama así porque el perfil del este de la montaña se parece a un elefante (la cadena que continúa hacia el Cape Point siendo el tronco).